# Aiguillette (vêtement)

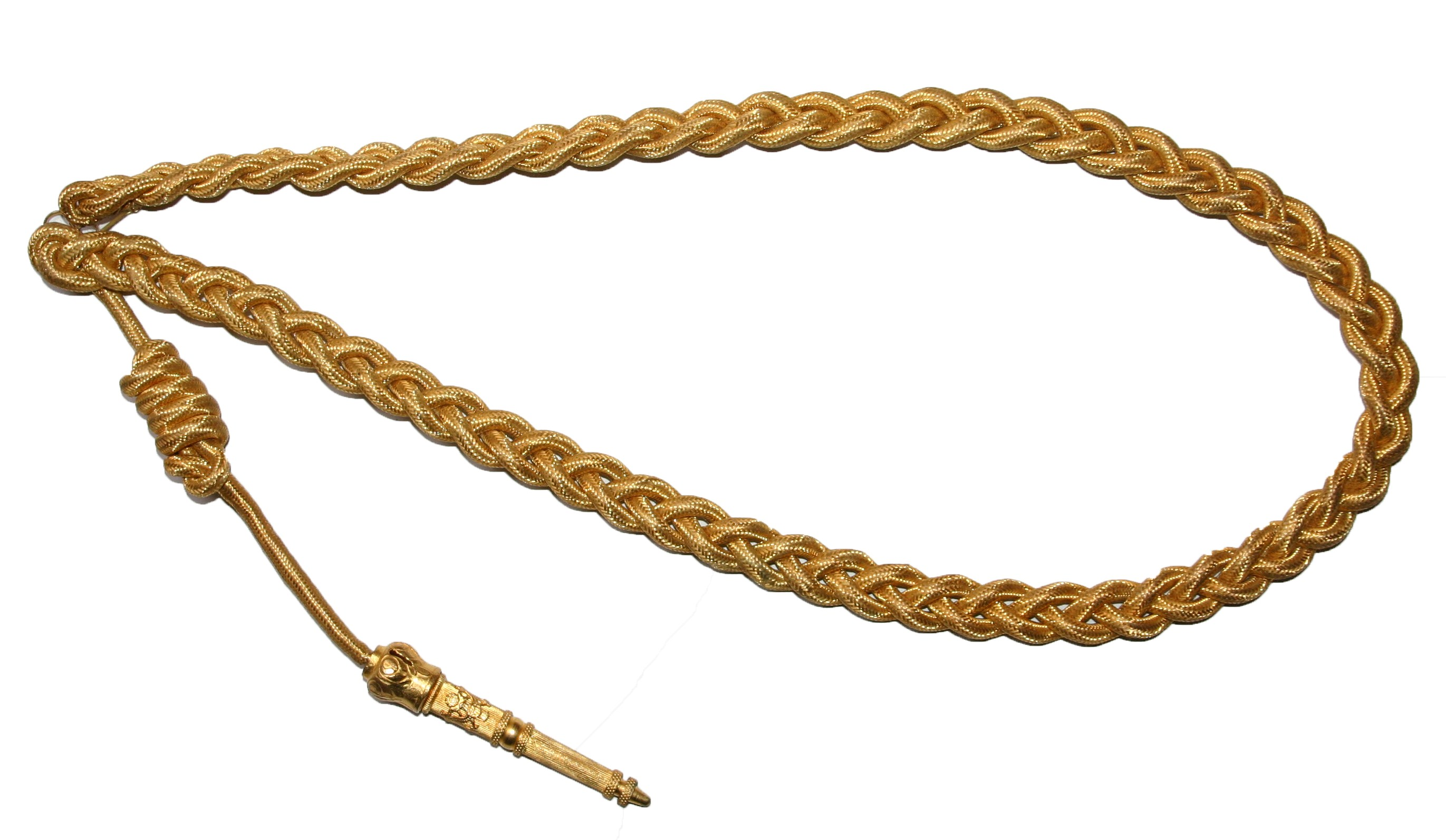
Aiguillette d'or de l'armée américaine

Pour l’article homonyme, voir Aiguillettes.
L'aiguillette est une sorte de lien textile unissant deux parties d'un vêtement (pourpoint, braguette, des pièces d'équipements ou d'armures etc.) et pouvant se terminer par une pièce de métal appelée ferret. Du Moyen Âge jusqu'au règne de Louis XIV, l'aiguillette permettait de fermer ou de garnir les vêtements.
Le système des aiguillette est simple : il relie de deux parties de vêtement par un nouage, chacune de ses parties est munie d'un lacet cordon ou un ruban [pas clair]. Ce système permet une fermeture par coulissage. 
Leur fonction utilitaire fut progressivement remplacée par une fonction d'ornement. Aujourd'hui, elle est utilisée par la gendarmerie française lors des cérémonies pour marquer le rang du gendarme. 